# Habrotrocha schultei
Habrotrocha schultei is een raderdiertjessoort uit de familie Habrotrochidae. De wetenschappelijke naam van deze soort is voor het eerst geldig gepubliceerd in 1965 door Donner.